# C/1402 D1
C/1402 D1 è una cometa non periodica che poté essere vista ad occhio nudo nel 1402, quando arrivò al suo perielio, a una distanza di 0,38 au dal Sole. A causa della sua eccezionale luminosità, è annoverata tra le "Grandi Comete".

## Osservazione
Ci sono molte relazioni, in parte contraddittorie, su presunte comete che si dice siano apparse negli anni dal 1400 al 1403. Oggi si ritiene che in tali relazioni esistano errori relativamente alla data di passaggio della cometa, e si ritiene quindi, quasi unanimemente, che esse si riferiscano tutte alla grande cometa dell'inizio del 1402.
La cometa apparve all'inizio del periodo della Quaresima e potrebbe essere stata avvistata per la prima volta l'8 febbraio 1402 (a questo proposito, il suo nome dovrebbe essere C/1402 C1), dato che Jacopo Angelo (Jacobus Angeli o Jakob Engelin), di Ulma, riportò nel suo Tractatus de Cometis, che una cometa, di cui riuscì a calcolare la longitudine, apparve per diversi giorni nei cieli della Svevia all'inizio di febbraio. Dopo tale avvistamento la cometa divenne via via più luminosa, tanto che fu avvistata da diverse altre persone in tutta Europa nelle due o tre settimane seguenti, quando fu descritta come più grande e luminosa di Venere, e ci sono notizie della sua osservazione anche dal Giappone e da Costantinopoli.
Nel corso di marzo C/1402 D1, la cui coda fu descritta come simile a un ventaglio con diversi raggi, rimase visibile per otto giorni nel cielo diurno accanto al Sole, il che fa di essa la cometa con il periodo di visibilità più lungo mai segnalato durante il giorno. Si ritiene cha la cometa abbia raggiunto una magnitudine apparente di -3 il 12 marzo e che potrebbe essere rimasta osservabile, nel cielo notturno, fino a metà aprile.
Il passaggio della cometa e la sua lunga coda furono associati dall'opinione pubblica del tempo a diversi tipi di disgrazie e atti di guerra. In Inghilterra essa fu vista come un presagio della battaglia di Shrewsbury, combattuta il 21 luglio 1403, nell'Europa centrale fu associata al fallimento della campagna italiana di re Roberto del Palatinato, il quale fu costretto a ritirarsi in Germania nell'aprile del 1402, o alla morte del primo Duca di Milano, Gian Galeazzo Visconti, avvenuta il 3 settembre 1402.

## Orbita
A causa dei pochi dati osservazionali, per la cometa è stato possibile determinare solo un'orbita parabolica incerta, avente un'inclinazione di circa 55° rispetto all'eclittica, e si ritiene quindi che la cometa non sia periodica. La cometa raggiunse il perielio della propria orbita, il 21 marzo 1402 passando a circa 57 milioni di km dal Sole, distanza simile a quella del semiasse maggiore dell'orbita di Mercurio. Si ritiene che il 19 febbraio si sia avvicinata alla Terra fino a una distanza di circa 0,70 au, ossia circa 105 milioni di km, e che attorno al 7 aprile si sia avvicinata a Venere fino a circa 78 milioni di km.